# Талалаевка (река)
Талалаевка — река на северо-востоке полуострова Камчатка.
Длина реки — 15 км. Протекает по территории Олюторского района Камчатского края России.
Берёт истоки с отрогов Тиличикских гор, протекает в юго-западном направлении до впадения в залив Корфа. Близ устья расположено село Тиличики, коса Конохвал, бухты Скрытая и Сибирь.
По данным государственного водного реестра России относится к Анадыро-Колымскому бассейновому округу.